# أورلا اولسن
أورلا اولسن هو سياسي دنماركي، ولد في 31 أغسطس 1899 في كوبنهاغن في الدنمارك، وتوفي في 13 مايو 1949. نشط حزبياً في National Socialist Workers' Party of Denmark ‏.

## وصلات خارجية
- أورلا اولسن على موقع أوليمبيديا (الإنجليزية)